# Dama y obrero (telenovela estadounidense)
Dama y obrero es una telenovela estadounidense producida por Telemundo Studios, para Telemundo en 2013. Basada en la telenovela chilena del mismo nombre. La historia original fue escrita por el guionista chileno José Ignacio Valenzuela en colaboración de Rosario Valenzuela, que está adaptada para la versión estadounidense por Sandra Velazco.
Está protagonizada por Ana Layevska y José Luis Reséndez; y con las participaciones antagónicas de Fabián Ríos, Felicia Mercado, Sofía Lama, Christina Dieckmann y Ernesto Faxas. Cuenta además con las actuaciones estelares de Shalim Ortiz, Diana Quijano y los primeros actores Mónica Sánchez-Navarro, Tina Romero y Leonardo Daniel.

## Historia
Ignacia (Ana Layevska) es una joven ingeniera que trabaja en una gran empresa constructora, de la cual es dueño Tomás Villamayor  (Fabián Ríos), su novio. Tienen mucho tiempo juntos, y finalmente deciden casarse, aunque Ignacia desconoce el tipo de hombre que Tomás es realmente. A días del matrimonio tienen una pelea muy fuerte, que hace que Ignacia decida irse fuera de la ciudad y tomarse un tiempo. Es ahí donde conoce a Pedro Pérez  (José Luis Reséndez) , un hombre aparentemente adinerado, que hace que ella se olvide de todos sus problemas. La atracción es inmediata y mutua (un amor a primera vista). Y sin que ellos mismos puedan evitarlo, pasa un fin de semana inolvidable y al terminar la tarde del domingo los dos están tan enamorados el uno como la otra. Pero Ignacia sabe que lo que está viviendo es un sueño, un paréntesis en su vida. Por eso la mañana del lunes, cuando Pedro despierta, encuentra una nota a su lado. En ella Ignacia le agradece todo, y se va sin dejar rastro. Arrepentida de lo sucedido, Ignacia regresa a su casa donde Tomás la espera con un nuevo cargo en la empresa, buscando así que ella lo perdone. Ella acepta y grande es su sorpresa cuando llega a la construcción, convertida ahora en administradora de obra, y se encuentra frente a frente con Pedro, un simple obrero sin dinero ni grandes aspiraciones. Ignacia y Pedro descubrirán que a pesar de tener todos los motivos del mundo para no estar juntos, se amarán por encima de los prejuicios, las diferencias y el rechazo.

## Elenco
- Ana Layevska - Ignacia Santamaría Mendoza / Ignacia Molina Mendoza
- José Luis Reséndez - Pedro Pérez / Pedro Santamaría Pérez
- Fabián Ríos - Tomás Villamayor
- Felicia Mercado - Estela Mendoza de Santamaría
- Mónica Sánchez-Navarro - Margarita Pérez
- Diana Quijano - Gina Pérez
- Shalim Ortiz - José Manuel Correal
- Leonardo Daniel - Mariano Santamaría
- Sofía Lama - Mireya Gómez
- Tina Romero - Alfonsina Vda. de Mendoza
- Riccardo Dalmacci - Olegario Gómez
- Guillermo Quintanilla - Prudencio Aguilar
- Christina Dieckmann - Karina Cuervo
- Angeline Moncayo - Gemma Pacheco
- Kendra Santacruz - Isabel Jiménez García
- Álex Ruiz - Christopher Melquíades Godínez "Neto"
- Óscar Priego - Rubén Santamaría Mendoza
- Lilian Tapia - Berta Suárez / Gina Pérez
- Carolina Ayala - Guadalupe "Lupita" Pérez
- Roberto Plantier - Ángel Jiménez García
- Rosalinda Rodríguez - Petra García
- Ernesto Faxas - Emilio Jiménez, "el Duro"
- Osvaldo Strongoli - Ernesto Villamayor
- Luis Gerardo López - Gerardo Vargas
- Héctor Fuentes - Enrique Molina
- Jose Alberto Torres C. - Detective Miguel Porras
- Patricia Ramos - Zafiro
- Victoria del Rosal - Candy/Alicia
- Marcia Jones Brango - Bárbara Camacho "Barbie"
- Álvaro Ardila - Lorenzo
- Alexander Torres - El Ratón
- Yaidan Lemus - Juancho

## Premios y nominaciones
| Año  | Premiación        | Categoría               | Nominados           | Resultados |
| ---- | ----------------- | ----------------------- | ------------------- | ---------- |
| 2013 | People en Español |                         |                     |            |
| 2013 | People en Español | Mejor telenovela        | Dama y Obrero       | Nominada   |
| 2013 | People en Español | Mejor actriz            | Ana Layevska        | Nominada   |
| 2013 | People en Español | Mejor villano           | Fabián Ríos         | Nominado   |
| 2014 | Miami Life Award  |                         |                     |            |
| 2014 | Miami Life Award  | Mejor telenovela        | Dama y Obrero       | Nominada   |
| 2014 | Miami Life Award  | Mejor actriz            | Ana Layevska        | Nominada   |
| 2014 | Miami Life Award  | Mejor actriz de reparto | Diana Quijano       | Nominada   |
| 2014 | Miami Life Award  | Mejor actriz de reparto | Tina Romero         | Nominada   |
| 2014 | Miami Life Award  | Mejor primera actriz    | Felicia Mercado     | Nominada   |
| 2014 | Miami Life Award  | Mejor actor de reparto  | Ricardo Dalmachi    | Nominado   |
| 2014 | Miami Life Award  | Mejor joven actriz      | Sofía Stamatiades   | Nominada   |
| 2014 | Miami Life Award  | Mejor actriz de reparto | Christina Dieckmann | Nominada   |
| 2014 | Premios Tu Mundo  | El malo más bueno       | Fabián Ríos         | Nominado   |
| 2014 | Premios Tu Mundo  | Primera actriz          | Felicia Mercado     | Nominada   |

## Versiones
- Dama y obrero (2012), una producción de TVN, fue protagonizada por María Gracia Omegna y Francisco Pérez-Bannen, con la participación antagónica de César Sepúlveda.